# テイチク・ジャズ・オーケストラ
テイチク・ジャズ・オーケストラ（Teichiku Jazz Orchestra）は、日本のレコード会社テイチクエンタテインメント社内に、かつて存在した録音用専属オーケストラである。

## 略歴・概要
1930年代初頭、テイチクは浪曲、落語を得意分野としていたが、ジャズなど洋楽に関してのレコードは少数であり、あまり力を入れていなかった。だが、1934年、テイチクが東京進出したことで、今までのイメージの払拭を図り、当時関西で人気を博していた日本人と外国人の混合バンド「四ホール連盟ダンス・オーケストラ」や白人バンド「ジェリー・ウッド・エンド・ヒズ・アンバサダーズ」等の録音を行い、多くのレコードを発売する。
同時にテイチク専属のジャズバンドの計画が持ち上がり、ディック・ミネがプレイヤーの人選を行った結果、白人3人、日本人6人となるディック・ミネ・エンド・ヒズ・セレナーダスが東京で結成された。このバンドの初吹き込みは1934年8月7日に行われ、『ハレムから来た男（原題:The Man from Harlem）』、『ホワイト・ヒート（原題:White heat）』、『ロマンチック（原題:Romantic）』が録音された。なお、このセッションにおいてディック・ミネが参加したのは『ロマンチック』のみであり、『ロマンチック』は彼のデビュー盤となった。
その後は、ディック・ミネがレコードを吹き込む時に限り、「ディック・ミネ・エンド・ヒズ・セレナーダス」の名称が使用されるようになり、インストの録音や川畑文子、チェリー・ミヤノ、ベティ稲田など日系二世、三世歌手の伴奏等を務める際はテイチク・ジャズ・オーケストラとしての名称が主に使われるようになった。
テイチク・ジャズ・オーケストラ（ディック・ミネ・エンド・ヒズ・セレナーダス）による録音は人気を博し、テイチクは「ジャズ王国」と評されるに至る。
それから何度かマイナーチェンジでメンバーの入れ替えを行っていたが、1940年、テイチク管弦楽団と名称変更がなされ、規模縮小される。流行歌や邦曲中心のレパートリーとなりジャズバンドとしての用途は外れていった。
そして、その後のテイチクは「タイゾウ・スヰング・オーケストラ」が主たるジャズバンドとして活躍していくことになる。
テイチク・ジャズ・オーケストラの名称に関しては、テイチク・ジャズバンド、テイチク・オーケストラといった表記のレコードも存在する。

## おもな関係者・出身者
- レイモンド・コンデ （クラリネット）
- ディック・ミネ
- 川畑文子

## CD
テイチク・ジャズ・オーケストラの音源を収録したおもなCD作品には、次のようなものがある。
- 『川畑文子・ベティ稲田と仲間たち』（テイチク、1998年）
- 『昭和ジャズ浪漫』（テイチクエンタテインメント、2007年）
- 『ジャズ・ソングス』（テイチクエンタテインメント、2007年）
- 『ニッポンモダンタイムス Empire of Jazz/ディック ミネ』（テイチクエンタテインメント、2011年）
- 『ニッポン・モダンタイムス「SWING GIRLS」』（テイチクエンタテインメント、2011年）
- 『貴方とならば・月光價千金 映画・ステージショー篇』（ブリッジ、2012年）
- 『戦前ジャズ・コレクション テイチクインスト篇 1934-1944』（ぐらもくらぶ・メタカンパニー、2012年） - 初の演奏のみのCD